# Superpartner
En superpartner är inom partikelfysik en hypotetisk elementarpartikel som utgör en partner till en annan partikel. Enligt teorin supersymmetri ska varje fermion ha en partner-boson som är denna fermions superpartner, och varje boson skall ha en partner-fermion. Inga superpartner till Standardmodellen har hittills hittats.
Superpartner till en partikel namnges genom att ett s sätts framför partikelnamnet. Toppkvarkens superpartner kallas därför stoppkvark. En alternativ beteckning för en superpartner i allmänhet är därför spartikel, med samlingsnamnet spartiklar.